# Ute Krause

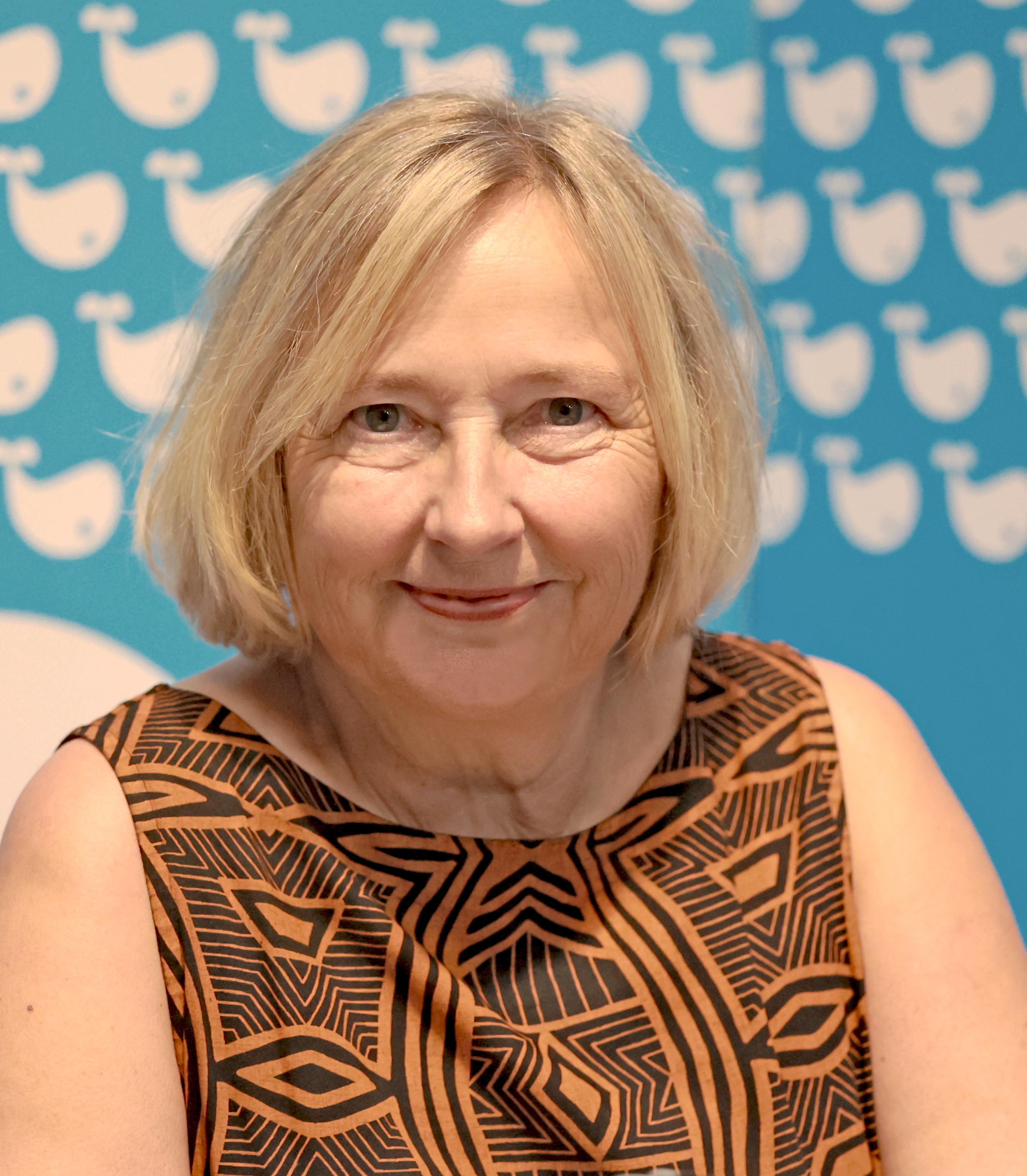
Ute Krause auf der Frankfurter Buchmesse 2023

Ute Krause (* 1960 in Berlin) ist eine in Berlin lebende deutsche Schriftstellerin, Drehbuchautorin, Regisseurin und Illustratorin von Kinder- und Jugendbüchern.

## Leben
Ute Krause wurde in West-Berlin geboren, ihre Eltern stammten aber aus Orten in der DDR. Sie verbrachte ihre Kindheit und Jugend aufgrund der Tätigkeit ihres Vaters als Entwicklungshelfer in verschiedenen Ländern und Kontinenten, wie in der Türkei, in Nigeria, auf Zypern, in Indien und in den Vereinigten Staaten. 1968 war sie in der Türkei, 1971 in Indien. Seit 1985 schreibt und illustriert sie Kinderbücher wie Die Weihnachtsmänner, Der große Bär, Minus Drei und Die Muskeltiere. Einige ihrer Werke wurden vielfach ausgezeichnet, u. a. für den deutschen Jugendliteraturpreis nominiert, international übersetzt oder für das Fernsehen verfilmt.
Sie studierte zunächst Visuelle Kommunikation an der Berliner Kunsthochschule, ab 1989 Film und Fernsehspiel an der Hochschule für Fernsehen und Film München (HFF München). 1990 folgte ihr erster Kurzfilm, weitere Aufgaben im Kurz- und Dokumentarfilmbereich schlossen sich an, danach Auftragsarbeiten für die Werbung.

## Filmografie (Auswahl)
- 1990: Zartbitter (Kurzfilm)
- 1992: Take me back to Cairo (Kurzfilm)
- 2007: Die Moffels (Kurz-Animationserie für Unser Sandmännchen)
- 2014: Im Labyrinth der Lügen (9-teilige Animationsserie als Mischung aus Detektiv- und Spionagegeschichte sowie Mysteryserie anlässlich des 25. Jahrestags des Mauerfalls)

## Bibliografie (Auswahl)

### Muskeltiere-Reihe

#### Die großen Abenteuer mit den Muskeltieren
- Die Muskeltiere. Einer für alle – alle für einen (Band 1). cbj, München 2014, ISBN 978-3-570-15903-3
- Die Muskeltiere auf großer Fahrt (Band 2). cbj, München 2015, ISBN 978-3-570-17172-1
- Die Muskeltiere und Madame Roquefort (Band 3). cbj, München 2016, ISBN 978-3-570-17442-5
- Die Muskeltiere und das Weihnachtswunder (Band 4). cbj, München 2019, ISBN 978-3-570-17697-9
- Die Muskeltiere und die große Käseverschwörung (Band 5). cbj, München 2021, ISBN 978-3-570-17899-7
- Die Muskeltiere und Ewig Fünfter (Band 6). cbj, München 2022, ISBN 978-3-570-18017-4
- Die Muskeltiere und die verflixte 13 (Band 7). cbj, München 2023, ISBN 978-3-570-18110-2

#### Die kleinen Abenteuer mit den Muskeltieren
- Die Muskeltiere. Picandou und der kleine Schreihals (Band 1). cbj, München 2017, ISBN 978-3-570-17337-4
- Die Muskeltiere. Hamster Bertram lebt gefährlich (Band 2). cbj, München 2018, ISBN 978-3-570-17369-5
- Die Muskeltiere. Pomme de Terre und die vierzig Räuber (Band 3). cbj, München 2019, ISBN 978-3-570-17619-1
- Die Muskeltiere und die rattenscharfe Party (Band 4). cbj, München 2020, ISBN 978-3-570-17783-9
- Die Muskeltiere. Hamster Bertram macht Schule (Band 5). cbj, München 2022, ISBN 978-3-570-17985-7

#### Erst ich ein Stück, dann du (Lesenlern-Bücher)
- Die Muskeltiere und der fliegende Herr Robert. cbj, München 2020, ISBN 978-3-570-17752-5

### Minus-Drei-Reihe
- Minus Drei wünscht sich ein Haustier (Band 1). cbj, München 2014, ISBN 978-3-570-15892-0
- Minus Drei und die laute Lucy (Band 2). cbj, München 2014, ISBN 978-3-570-15893-7
- Minus Drei und der Zahlensalat (Band 3). cbj, München 2014, ISBN 978-3-570-15906-4
- Minus Drei macht Party (Band 4), 2015. cbj, München ISBN 978-3-570-17091-5
- Minus Drei geht baden (Band 5), 2015. cbj, München ISBN 978-3-570-17182-0

### Minus-Drei-und-die-wilde-Lucy-Reihe
- Minus Drei und die wilde Lucy. Der große Vulkan-Wettkampf (Band 1). cbj, München 2016, ISBN 978-3-570-17400-5
- Minus Drei und die wilde Lucy. Minus reißt aus (Band 2). cbj, München 2016, ISBN 978-3-570-17401-2
- Minus Drei und die wilde Lucy. Das Große Dunkel (Band 3). cbj, München 2017, ISBN 978-3-570-17345-9
- Minus Drei und die wilde Lucy. Die blöde Sache mit dem Ei (Band 4). cbj, München 2018, ISBN 978-3-570-17534-7

### Sonstige
- Im Labyrinth der Lügen. cbj, München 2016, ISBN 978-3-570-17292-6
- Die Muskeltiere. Das große Kochbuch. Unsere köstlichsten Rezepte, Mit Rezepten von Luisa Zerbo. cbj, München 2019, ISBN 978-3-570-17704-4

## Auszeichnungen
- 2002: Nominierung Eulenspiegelpreis
- 2003: Buch d. Monats der Deutschen Akademie für Kinder- und Jugendliteratur
- 2008: Goldener Spatz in der Kategorie Preis der Kinderjury
- 2016: Ver.di-Literaturpreis Berlin-Brandenburg für Die Muskeltiere